# Suessula
Suessula, conosciuta anche come Suessola, fu un'antica città della Campania fondata nel IX sec. a.C., di origine osca ed etrusca. Distrutta dai Saraceni, fu progressivamente soggetta ad un costante ed inesorabile declino, in quanto non venne più ricostruita in seguito agli eventi bellici di cui fu teatro. Dopo l’abbandono da parte dei suoi abitanti se ne perse quasi la memoria, fatto aiutato dall’impaludamento e imboschimento della zona, riscoperta solo nella seconda metà del 1800. È ubicata in località Calabricito nella parte nord-orientale del comune di Acerra, nella Città metropolitana di Napoli.

## Storia

### Età antica
Si trovava in posizione strategica; era infatti nei pressi del fiume Riullo e attraversata dalla via Popilia, la strada più importante dell'antichità nell'Italia meridionale. Fu dominata dagli Osci, e in seguito dagli Etruschi che la inclusero in una dodecapoli con altri antichi centri della Campania. Fu teatro di diverse battaglie tra Sanniti e Romani, che vi tenevano stanziato gran parte del loro esercito per difendersi dai Sanniti.
Memorabile fu la battaglia di Suessula fra Romani e Sanniti sotto le mura di questa città nell'anno 341 a.C.: in essa i Romani comandati dal console Marco Valerio Corvo sconfissero i Sanniti. Nel 339 a.C. divenne dominio romano come civitas sine suffragio.
In età repubblicana fu municipium e in seguito prefettura dopo la rovina di Capua, poi colonia militare per decreto di Silla.

### Età medievale

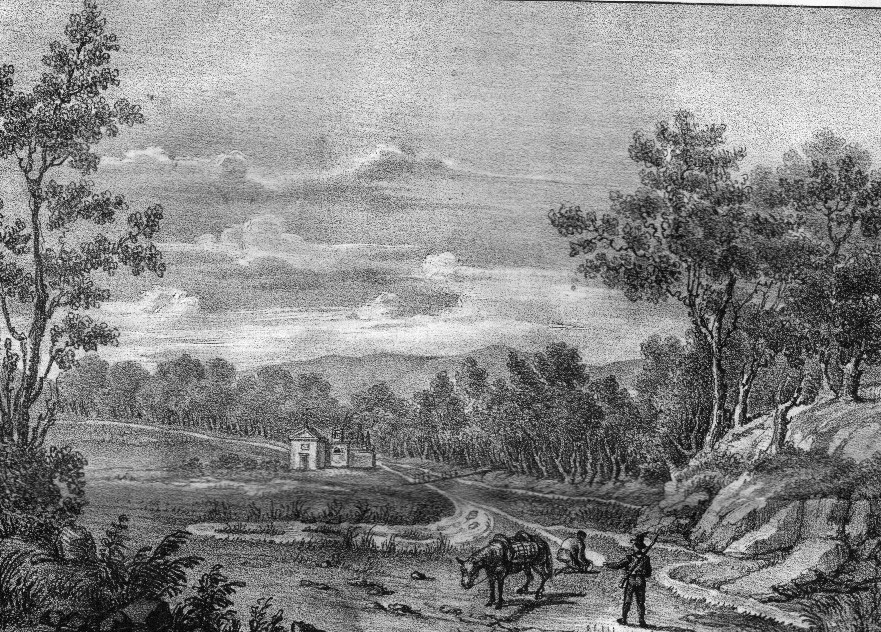
Bosco di Acerra sito dell'antica città di Suessola

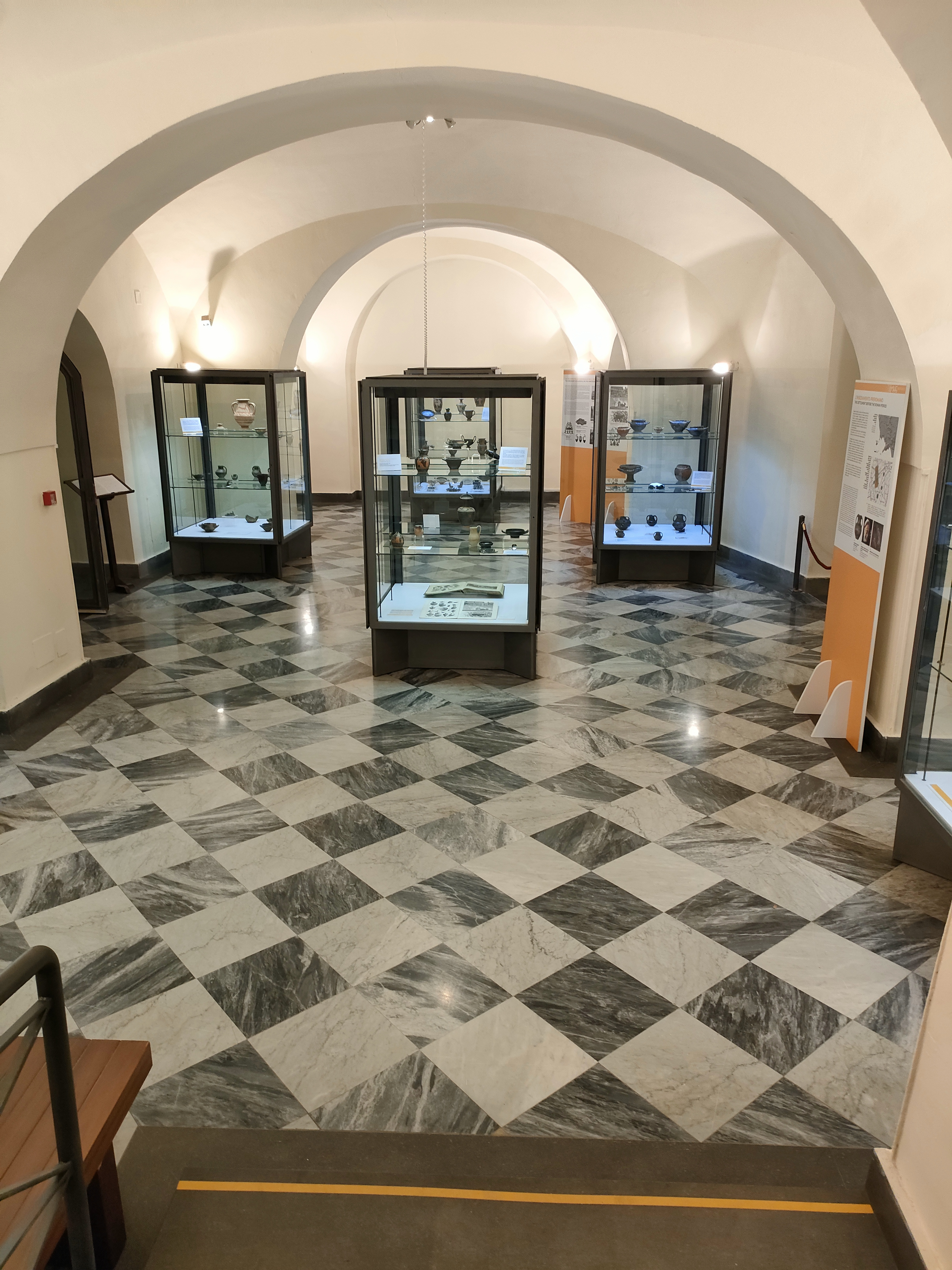
Museo Archeologico di Acerrae e Suessula

Nell'alto medioevo fu sede vescovile e sede di gastaldato longobardo, governato ad esempio da Landolfo di Suessula.
Nell'anno 880 fu distrutta dai Saraceni.
Era ricca di monumenti e chiese: i resti dell'antica cattedrale sono rimasti visibili fino alla fine del XVIII secolo. Nel corso di un inesorabile lento declino, gli abitanti progressivamente l'abbandonarono, fino a perdersene praticamente la memoria; a quasi centocinquanta anni dalla distruzione risultava ancora abitata, come risulta da un atto notarile del 1028 rinvenuto dallo storico Gaetano Caporale.
Gli abitanti si dispersero verso Acerra, il monte di S. Angelo a Palombara e il monte Argentario dove fu costruito un Castello fortificato.

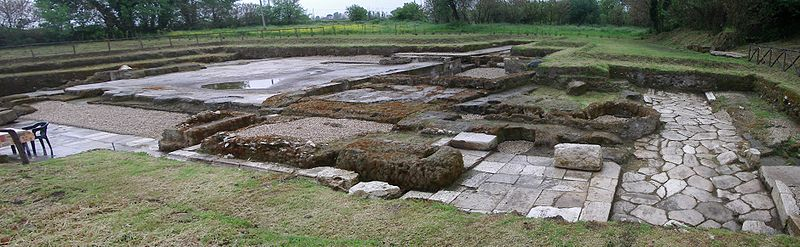
Panoramica degli scavi.

### Età moderna
Occupata la zona da un bosco, detto "Calabricito", il re Ferdinando I ne fece una riserva di caccia fino al 1830. Nel 1778 vi fece costruire una villa, che acquisì il nome di "Casina Spinelli" dal cognome dei conti proprietari.

## Gli scavi e la Casina Spinelli
I primi scavi per riportare alla luce Suessula furono intrapresi nel 1872 fino al 1886 dai conti Spinelli di Scalea, possessori della zona e della vicina Casina Spinelli. I numerosi reperti ritrovati furono collocati nella dimora, che divenne uno dei più ricchi musei privati del periodo.
Molti studiosi italiani e stranieri (Amedeo Maiuri, Giulio De Petra, Giulio Minervini, e Friedrich von Duhn) non mancavano di andarlo a visitare quando erano di passaggio a Napoli.
Le visite furono effettuate fino alla vigilia del secondo conflitto mondiale: nel 1943 l’esercito tedesco occupò parte della villa. Nell’ottobre di quell’anno prima di abbandonare la Casina Spinelli, alcuni ufficiali trafugarono i monili d’oro in essa custoditi, non più trovati. 
Nel 1945, anno in cui finì la guerra, la casina Spinelli risultò spogliata di tutti gli arredi interni settecenteschi, perché usati dalle truppe anglo-americane come legna da ardere. L’unica eccezione fu costituita dalle vetrine, siccome contenevano la parte più importante degli antichi reperti.
Quasi tutta la collezione risultò integra ad eccezione di qualche vaso rotto di minor pregio come raccontato da Maiuri in un articolo scritto sul periodico "Il Fuidoro".
Siccome il luogo non era più sicuro, la vedova Spinelli donò gran parte della collezione al Museo Archeologico Nazionale di Napoli - con la denominazione "Collezione Spinelli" - dove tuttora è esposta in apposite vetrine nella Sezione Preistorica.
L'edificio della villa è attualmente tutelato come bene di interesse storico-archeologico sia dalla legge 01/06/39 n.1089 che dal D.P.R. del 1977, n. 616 e successive modifiche.
Il 19 ottobre 2023 è stato inaugurato il Museo Archeologico di Acerra e Suessula. .

## Galleria d'immagini

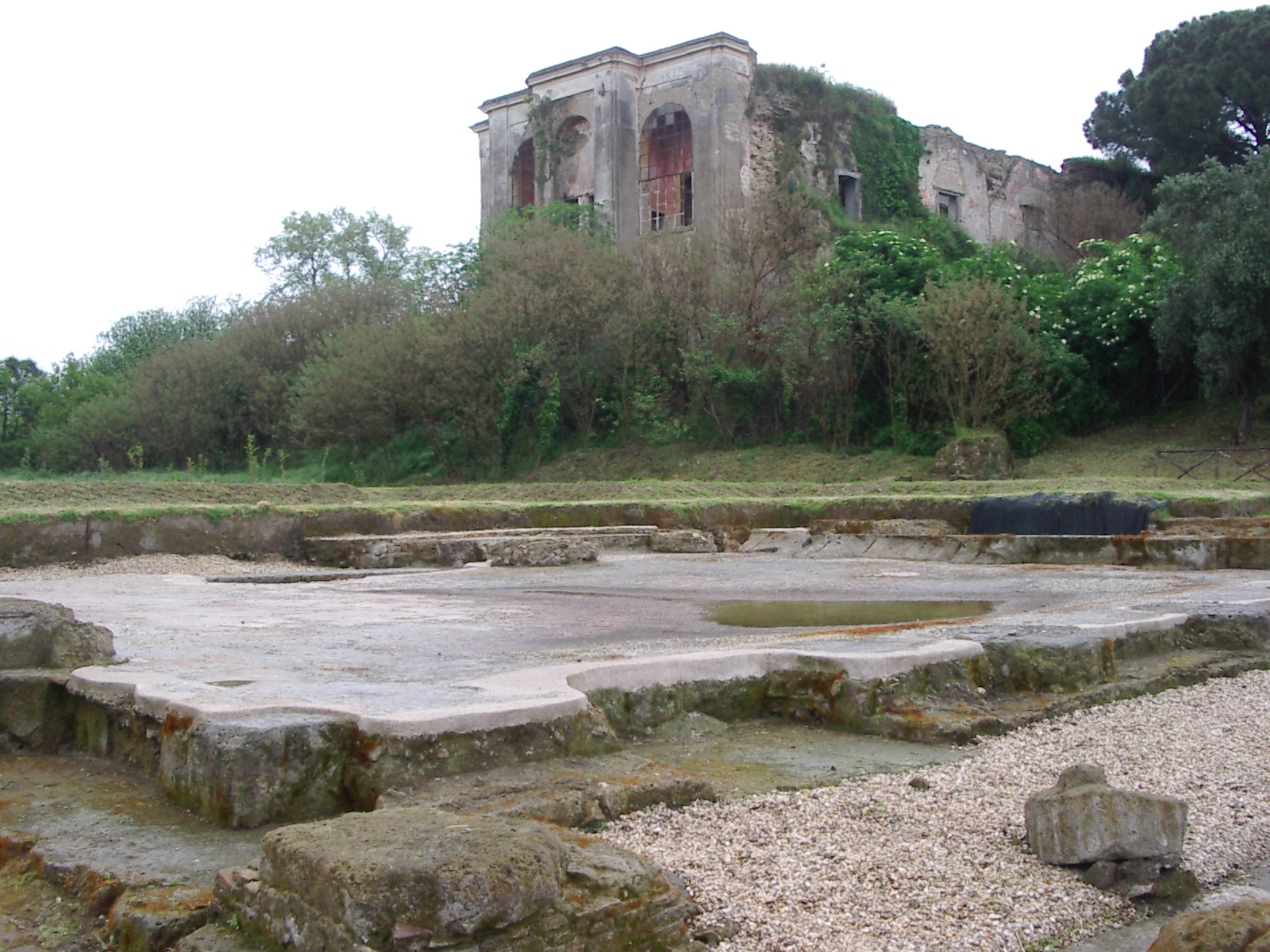
Scavi e Casina Spinelli
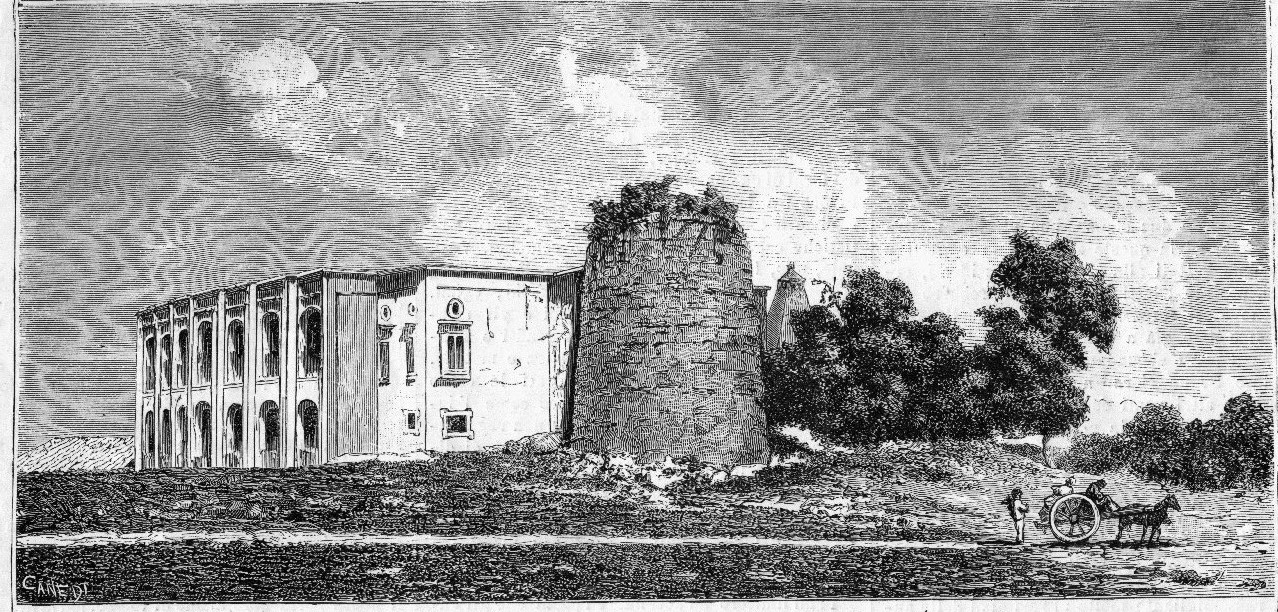
Casina Spinelli stampa del 1800
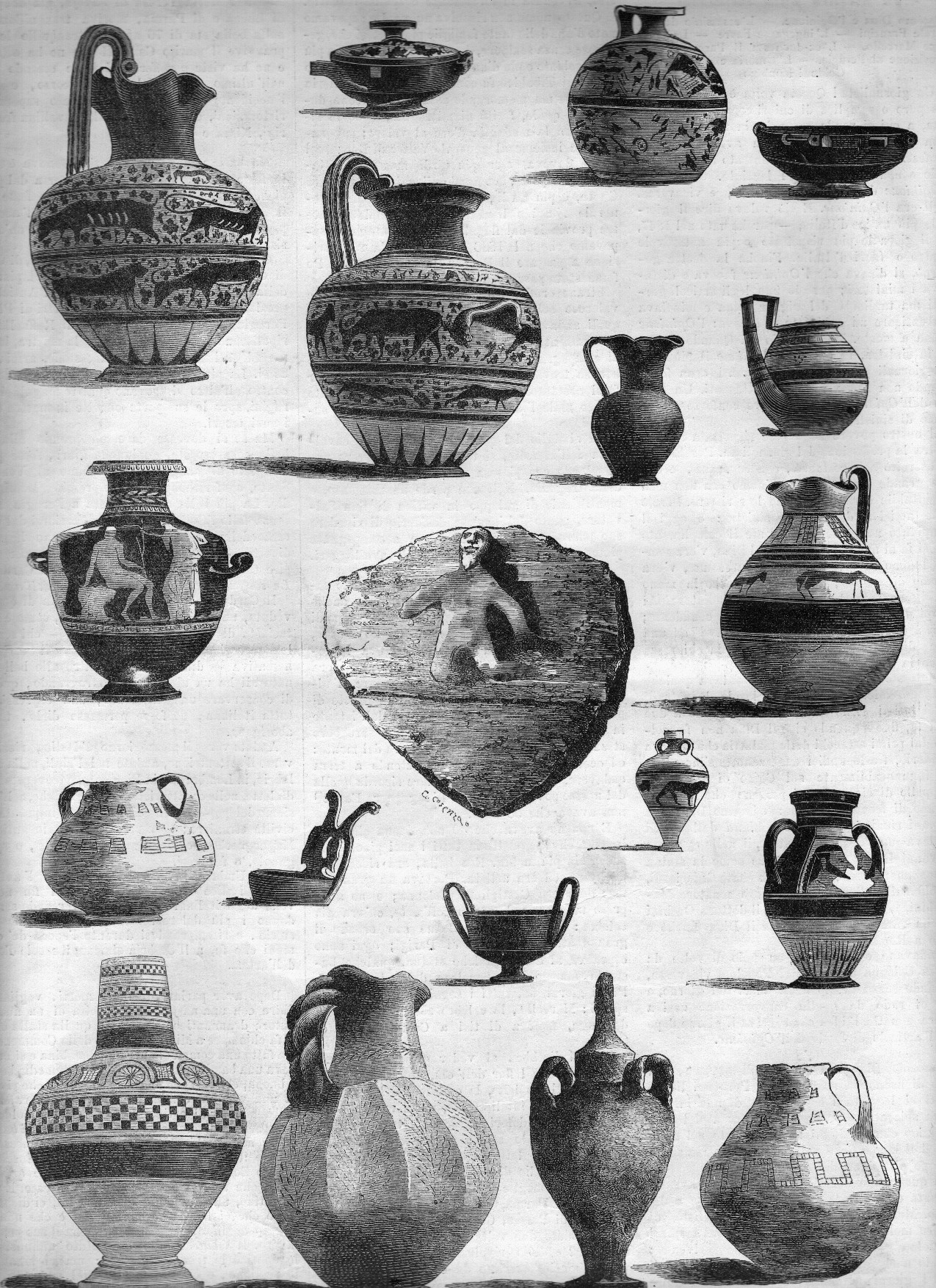
Alcuni vasi rinvenuti nell'area; della collezione Spinelli, oggi al Museo Archeologico di Napoli in una stampa del 1800
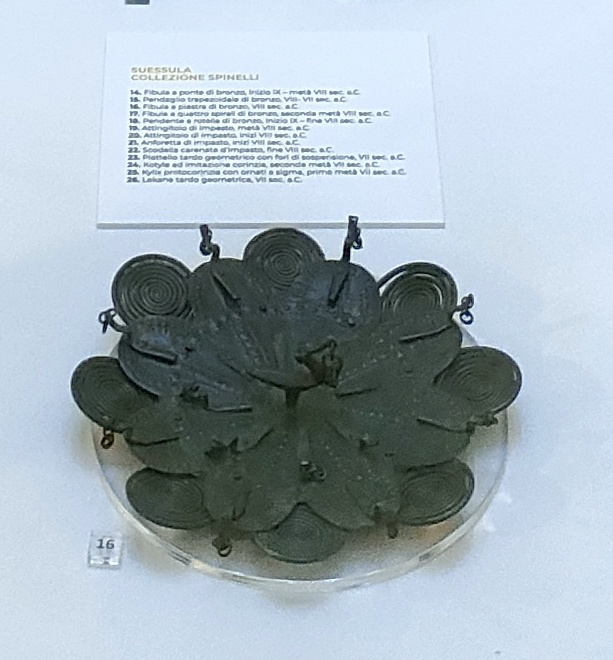
Particolare di una fibula in bronzo VIII a.C.scavi di Suessula
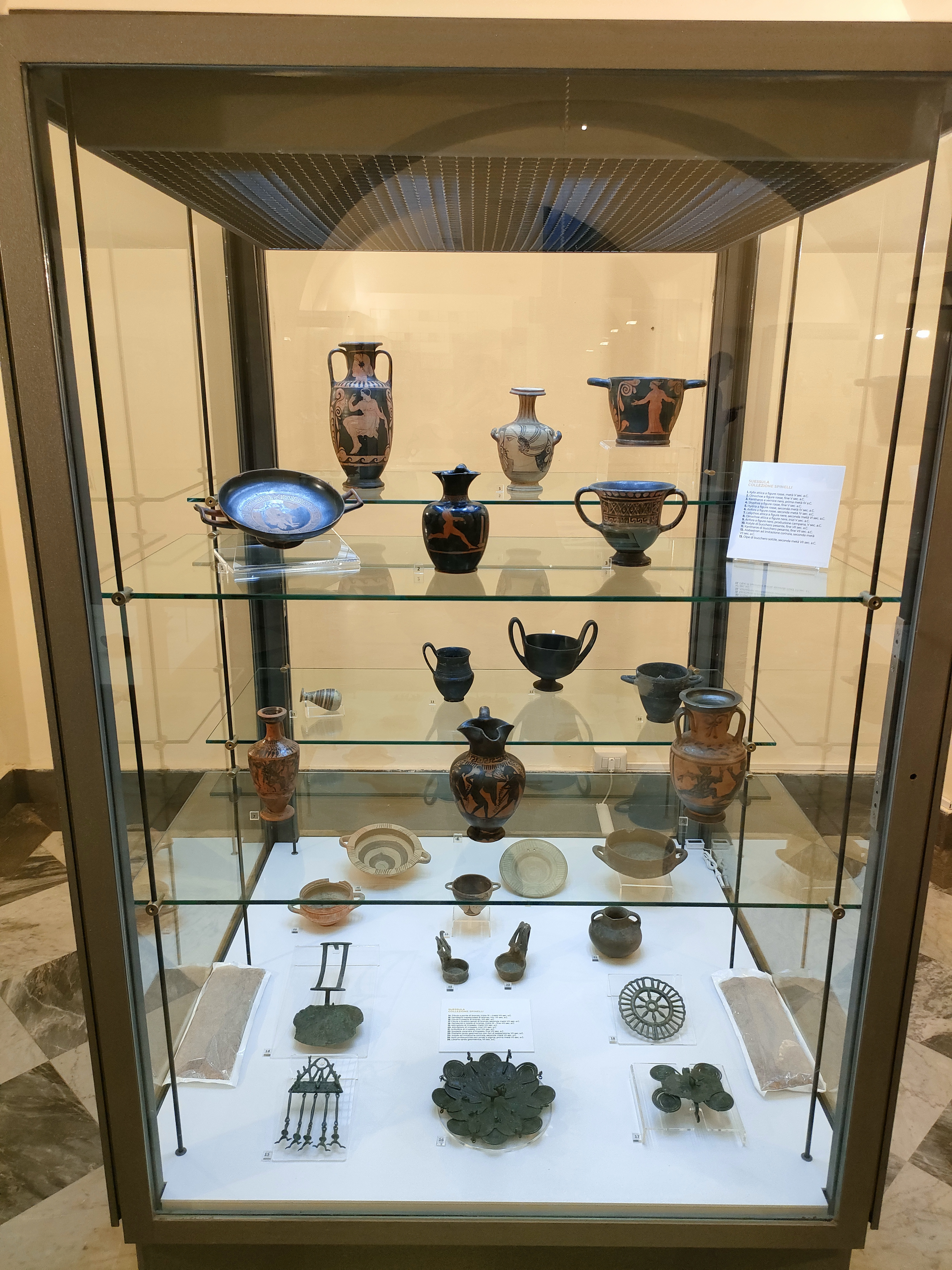
Esposizione reperti archeologici di Suessula nella sala del museo
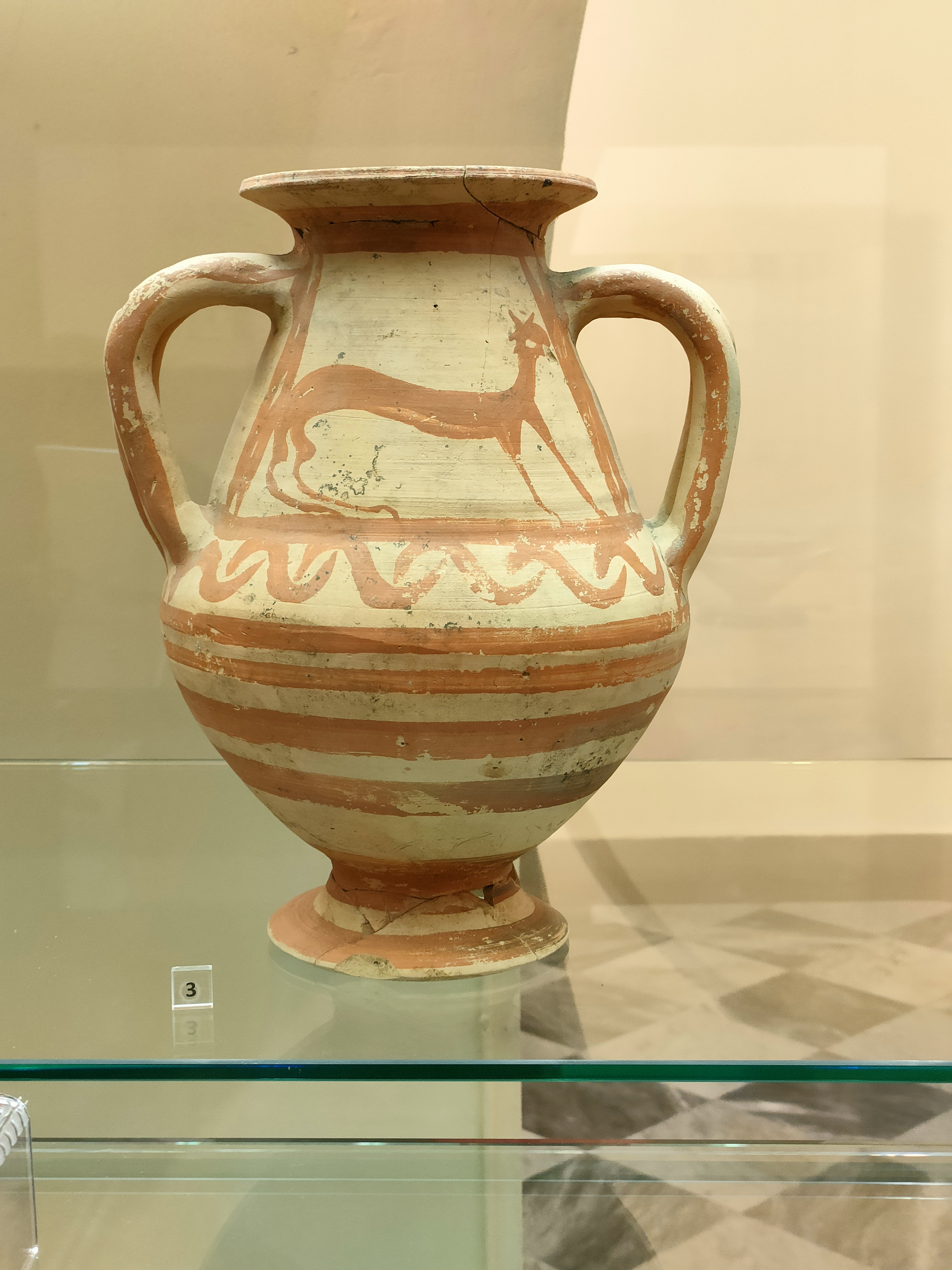
Anfora decorata VI-VII a.C. scavi di Suessula